# Leanne Moore (Sängerin)
Leanne Moore (* 1984 in Limerick) ist eine irische Popsängerin.

## Leben und Wirken
Moores Mutter stand bereits als Sängerin auf der Bühne und Leanne folgte ihr darin nach. Zuerst beendete sie aber ihr vierjähriges College-Studium in Englisch und Religion, um ein zweites Standbein als Lehrerin zu haben. Danach versuchte sie es ab 2007 wieder mit Bühnenauftritten als Sängerin und nutzte die Chance zur Teilnahme an der sechsten Ausgabe der irischen Castingshow You're a Star des Senders RTÉ One, die im November desselben Jahres begann.
Leanne Moore kämpfte sich Runde für Runde vorwärts und kam nur dank der Jury überhaupt unter die letzten Vier. Dennoch erreichte sie das Finale und setzte sich am 16. März schließlich gegen die Konkurrentinnen Deirdre Archbold und Robyn Kavanagh durch.
Mit der ersten Veröffentlichung On Wings kam sie Ende Juni auf Platz 1 der irischen Charts. Die Single ist zugleich eine Wohltätigkeitssingle zugunsten der ADD Mid-West Support. Geschrieben wurde das Lied von einem 16-Jährigen im Gedenken an zwei bei einem Verkehrsunfall verstorbene Verwandte.

## Diskografie
Singles
- On Wings (2008)